# Централни комитет Савеза комуниста Југославије
Централни комитет Савеза комуниста Југославије (скраћено ЦК СКЈ; мкд. Централен комитет на Сојуз на комунистите на Југославија словен. Centralni komite Zveze komunistov Jugoslavije) био је руководећи орган у Савезу комуниста Југославије између два конгреса, од 1919. до 1990. године. У периоду од 1945. до 1990. био је највиши партијски орган у Југославији, у коме су били заступљени представници свих републичких и покрајинских организација Савеза комуниста. Нестао је са политичке сцене јануара 1990, распадом Савеза комуниста Југославије.
Заједно са Партијом, Централни комитет више пута је мењао назив – од априла 1919. до јуна 1920. звао се Централно партијско веће СРПЈ(к), од јуна 1920. до фебруара 1925. Централно партијско веће КПЈ, а од априла 1925. до Шестог конгреса, новембра 1952. Централни комитет Комунистичке партије Југославије (скраћено ЦК КПЈ; мкд. Централен комитет на Комунистичката партија на Југославија; словен. Centralni komite Komunistične partije Jugoslavije).
Оперативно тело Централног комитета, представљао је најпре Извршни одбор, од 1919. до 1925, потом Политички биро (Политбиро), од 1925. до 1952. и Извршни комитет од 1952. до 1969. године. Реформом Савеза комуниста, октобра 1966. формирано је Председништво ЦК СКЈ, које је најпре било шири орган, на чијем се челу налазио Извршни биро, односно Извршни комитет, а потом од 1978. до 1990. ужи орган са представницима републичких и покрајинских организација Савеза комуниста, по узору на Председништво СФРЈ.

## Статутарна улога
Према Статуту Савеза комуниста Југославије Централни комитет био је највиши орган Партије између два Конгреса. Број чланова и начин избора Централног комитета утврђивао је Конгрес својом одлуком, настојећи да приликом избора буду заступљене све републичке и покрајинске организације, као и Организација СКЈ у ЈНА. У току илегалног периода рада Партије, пре Другог светског рата, број чланова Централног комитета кретао се од 20 до 30 чланова, док је након Другог светског рата, број чланова Централног комитета био знатно већи. На Петом конгресу (1948) изабран је Централни комитет са 63 члана, на Шестом конгресу (1952) са 109 чланова, на Седмом конгресу (1958) са 135 чланова, на Осмом конгресу (1964) са 155 чланова, на Десетом конгресу (1974) са 166 чланова, на Једанаестом конгресу (1978), на Дванаестом конгресу (1982) са 163 члана и на Тринаестом конгресу (1986) са 157 чланова.
Међу задацима рада Централног комитета били су:
- доношење одлуке о сазивању и начину припреме Конгреса. У послератном периоду, Конгреси КПЈ/СКЈ одржавани су најпре у размаку од шест (1948—1952—1958—1964), потом пет (1964—1969—1974) и на крају четири године (1974—1978—1982—1986—1990)
- дефинисање, у складу са одлукама Конгреса, политике Партије између два Конгреса
- избор нових чланова Централног комитета, на место оних који нису у могућности да обављају функцију (преминули, смењени или поднели оставку). У предратном периоду рада КПЈ, на Конгресима и Конференцијама су поред чланова Централног комитета, бирани и кандидати за чланове Централног комитета, који су касније именовани за чланове уместо ухапшених, убијених или смењених чланова. Пракса избора кандидата за чланове Централног комитета задржан је и на првом послератном конгресу 1948. године
- образовање сталних и привремених тела са одређеним задацима (комисије и др)
- избор и разрешавање партијских органа

### Извршни орган
Централни комитет Савеза комуниста Југославије имао је свој извршни орган, који се мењао кроз историју. Од Првог конгреса СРПЈ(к), априла 1919. до априла 1925. оперативни орган Централног партијског већа био је Извршни одбор. Централно партијско веће је априла 1925. преименовано у Централни комитет, а усвајањем новог Статута на Трећем конгресу маја 1926. његов извршни орган постао је Политички биро (Политбиро). Ови органи представљали су ужи круг чланова Централног комитета који су руководили партијом, заједно са политичким и организационим секретаром. Приликом избора првог руководства КПЈ у земљи, након дугогодишњих фракцијских борби и боравка ЦК КПЈ у емиграцији, на Петој земаљској конференцији, октобра 1940. изабран је Политбиро од седам чланова, а на послератном Петом конгресу, одржаном јула 1948. Политбиро од 9 чланова.
На Шестом конгресу, одржаном новембра 1952, извршена је трансформација Комунистичке партије у Савез комуниста, па је уместо Политбироа формиран Извршни комитет од 13 чланова на чијем се челу налазио Секретаријат од 6 чланова. На Седмом, 1958. и Осмом конгресу, 1964. године биран је Извршни комитет од 15, односно 19 чланова. Приликом реорганизације Савеза комуниста, октобра 1966. формиран је нов орган — Председништво ЦК СКЈ, које се налазило између Централног и Извршног комитета и бројало 35 чланова.
У духу реорганизације СКЈ, започете 1966, на Деветом конгресу одржаном марта 1969. укинут је Централни комитет, а уместо њега највише тело између два Конгреса било је Председништво СКЈ, које су сачињавали делегати из свих републичких и покрајинских организација, као и организације СК у ЈНА. Извршни орган Председништва био је Извршни биро, чијим је радом руководио председник СКЈ. На Конгресу је поред Председништва и Извршног одбора, као трећи највиши орган СКЈ, формирана Конференција СКЈ, која се састојала из сталног и променљивог дела.
На Десетом конгресу СКЈ, одржаном маја 1974, враћен је Централни комитет, као највише тело између два Конгреса, а његово оперативно тело постало је Председништво ЦК СКЈ, састављено од 38 чланова — по четири из сваке републичке, по два из сваке покрајинске организације и један из организације СК у ЈНА. На челу Председништва СКЈ налазио се Извршни комитет од 12 чланова. На Једанаестом (1978) и Дванаестом конгресу (1982), као оперативно тело Централног комитета изабрано је Председништво СКЈ од 23 члана, које је по саставу било слично Председништву СФРЈ, односно имало је представнике из свих републичких и покрајинских организација — по три члана ЦК СКЈ из сваке републике, по два члана ЦК СКЈ из покрајина и један члан ЦК СКЈ из организације СК у ЈНА. Такође, чланови Председништва били су по функцији председници Централних комитета у републикама, председници Покрајинских комитета у покрајинама и председник Комитета Организације СК у ЈНА.

## Историјат

### 1919–1928.
На Конгресу уједињења, одржаном априла 1919. у Београду, формирана је Социјалистичка радничка партија Југославије (комуниста) и тада је изабрано прво Централно партијско веће од 31 члана, на чијем се челу налазио Извршни одбор од 8 чланова. За секретаре Извршног одбора ЦПВ именовани су Филип Филиповић и Живко Топаловић, а за организационог секретара Владимир Чопић. Јуна 1920. на Другом конгресу у Вуковару, дошло је до расцепа у руководству партије на две фракције — револуционарну и реформистичку. Како је револуционарна фракције однела победу, усвојен је нови Програм којим је партији промењен назив у Комунистичка партија Југославије. Тада је формирано ново Централно партијско веће од 16 чланова, на чијем се челу налазио Извршни одбор. За председнике Извршног одбора ЦПВ изабрани су Павле Павловић и Јаков Ластрић, а за секретаре Сима Марковић и Филип Филиповић.
Комунистичка партија је на парламентарним и општинским изборима, одржаним током 1920, остварила добар резултат — на изборима за Уставотворну скупштину освојила је 58 мандата, а на општинским изборима у Србији и Македонији власт у 37 градских и сеоских општина, такође, добар изборни резултат постигнут је на општинским изборима у Словенији, Хрватској, Босни и Херцеговини и Црној Гори. Уплашена, изборним резултатом КПЈ, као и низом штрајкова вођених током године, од којих је највећи био рударски, познат као Хусинска буна, Влада Краљевства СХС донела је децембра 1920. Обзнану којом је привремено забрањен рад Комунистичке партије до доношења Устава.
Јуна 1921. Централно партијско веће, у складу на новим околностима, донело је одлуку о саставу тзв. Заменичког Извршног одбора, који би требало да руководи Партијом, уколико дође до хапшења чланова Извршног одбора, а за његове чланове су именовани — Триша Кацлеровић, Моша Пијаде, Коста Новаковић, Драга Стефановић, Ловро Клеменчич и Славко Каурић. Два месеца касније, услед револуционарног терора, на који су се одлучили поједини чланови КПЈ, који су извршили атентате на министра Милорада Драшковића и престолонаследника Александра Карађорђевића, Народна скупштина Краљевства СХС донела је 1. августа 1921. Закон о заштити државе, којим је дефинитивно забрањен рад Комунистичке партије Југославије, њени посланици искључени из Скупштине, а чланови Извршног одбора ухапшени и изведени пред суд. Фебруара 1922. петорица ухапшених чланова Извршног одбора, иако суд није успео да докаже њихову везу са починиоцима атентата, осуђена су на двогодишње затворске казне.
Након забране рада КПЈ и хапшења чланова њеног руководства, Заменички извршни одбор преузео је руковођење партијом и приступио стварању илегалних партијских организација и настојао да обезбеди могућности за легалну политичку активност. Од чланова руководства КПЈ који су успели да избегну хапшење и оду из Југославије, септембра 1921. у Бечу је формиран Извршни одбор у емиграцији, на чијем се челу налазио Сима Марковић. Различити ставови ова два руководства почела су да стварају забуну и отежавају партијски рад, па је јула 1922. одржана Прва земаљска конференција КПЈ, на којој су формирана два руководећа центра Партије — Заменички одбор, који се налазио у земљи и Загранични одбор, који се налазио у Бечу. Тада је дошло и до формирања две фракције у руководству партије – „десну фракцију“ предводио је Сима Марковић и чланови руководства, који су били у иностранству, док су „леву фракцију“ предводили Триша Кацлеровић, Коста Новаковић, Павле Павловић и други кадрови, који су се налазили у земљи. У складу са новонасталим околностима, Централно партијско веће постало је мање оперативно тело и имало је свега 8 чланова — Сима Марковић, Љуба Радовановић, Лаза Стефановић, Михаило Тодоровић, Ђуро Ђаковић, Милорад Барајевић, Драгутин Буквић и Триша Кацлеровић.
Током 1922. руководство КПЈ радило је на формирању нове легалне партије — Независне радничка партија Југославије (НРПЈ), која је формирана јануара 1923. године. До краја године ова партија успела је да окупи око 3.500 чланова, али услед слабе организације, на парламентарним изборима марта 1923. није успела да освоји ниједан мандат. Слаб изборни резултат, као и неслагања око улоге Независних синдиката, продубили су кризу у руководству КПЈ, па је маја 1923. у Бечу одржана Друга земаљска конференција КПЈ на којој су у чланство Централног партијског већа изабрани — Триша Кацлеровић, Василије Срзентић, Ђуро Ђаковић, Ђуро Цвијић, Јакоб Жорга, Сима Миљуш и Јожеф Хермал.
Сукоби „леве” и „десне” фракције у руководству КПЈ, обележили су и наредну Трећу земаљску конференцију, одржану јануара 1924. у Београду, на којој су за чланове Централног партијског већа изабрани — Триша Кацлеровић, Филип Филиповић, Сима Миљуш, Коста Новаковић, Владимир Чопић, Лаза Стефановић и Јакоб Жорга. Услед обнове илегалног партијског рада, као и све већег утицаја на раднике, остварених преко Независних синдиката и Независне радничке партије, Влада Краљевине СХС забранила је јула 1924. рад НРПЈ, чиме је онемогућен даљи легалан начин рада КПЈ. Од јесени 1924. до пролећа 1925. у руководству КПЈ је текла расправа о спорним питањима, а посебно о националном питању, након које је партијска опозиција напустила КПЈ. Деморалисани партијским сукобима, чланови ЦК КПЈ Триша Кацлеровић, Сима Миљуш и Павле Павловић напустили су партијски рад. О сукобима у руководству КПЈ, расправљано је на Петом пленуму Извршног комитета Коминтерне, априла 1925. када је донета одлука да се сазове конгрес, на коме би се расправила спорна питања и формиран привремени Централни комитет са задатком да припреми Конгрес. У чланство привременог ЦК изабрани су Триша Кацлеровић, Симо Миљуш, Лазар Стефановић, Ђуро Цвијић и др.
На Трећем конгресу КПЈ, одржаном маја 1926. у Бечу, у покушају отклона проблема фракционашких подела, одлучено је да се формира нови Централни комитет, у који су ушли представници обе фракције и неколико млађих чланова, који нису припадали ни једној фракцији. Овај Централни комитет бројао је 16 чланова, а на његовом челу налазио се Политички биро (Политбиро) од седам чланова — Ђуро Ђаковић, Јакоб Жорга, Рајко Јовановић, Сима Марковић, Ђуро Салај, Лаза Стефановић и Радомир Вујовић, док је за секретара ЦК КПЈ изабран Сима Марковић. Упркос јединству испољеном на Конгресу, расцеп унутар руководства на „леву” и „десну” фракцију све више се преносио на партијске организације претећи да доведе до расцепа Партије. Услед фракционашких борби, КПЈ није успела да централизује своју организацију, па је током 1927. и 1928. све више долазило до јачања „антифракцијске струје” унутар КПЈ, коју су углавном сачињавали партијски кадрови из редова индустријских радника — Благоје Паровић, Ђуро Ђаковић, Ђуро Салај, Јосип Броз, Милош Марковић и др.
Незадовољна радом Централног комитета, услед све јачих фракционашких борби, Коминтерна је априла 1928. сменила Централни комитет, формирала привремено руководство, на челу са Ђуром Ђаковићем, са задатком да припреми Конгрес и упутила Отворено писмо члановима КП Југославије у коме су позвани да зауставе фракцијске борбе и формирају радничко руководство Партије. Четврти конгрес КПЈ одржан је новембра 1928. у Дрездену и на њему су оштрој критици биле подвргнуте и „лева” и „десна” фракција и донета је одлука да руководство мора бити састављено од партијских кадрова из редова индустријских радника. Нови Централни комитет бројао је 16 чланова, а у Политбиро су изабрани — Ђуро Ђаковић, Ђуро Салај, Жика Пецарски, Лаза Стефановић, Јован Малишић (касније укључен) и Милан Горкић. Секретаријат Политбироа сачињавали су — политички секретар Јован Малишић, организациони секретар Ђуро Ђаковић и Ђуро Салај и Жика Пецарски, чланови.

### 1929—1938.
Након увођења Шестојануарске диктатуре 1929. дошло је до отвореног полицијског терора, током кога је страдао велики број руководилаца КПЈ и СКОЈ, међу којима су — Ђуро Ђаковић, организациони секретар ЦК КПЈ; Риста Самарџић, члан Политбироа ЦК КПЈ; Брацан Брацановић, Божо Видас Вук и Марко Машановић, чланови Централног комитета и др. Од јануара 1929. до септембра 1932. пред Државним судом за заштиту државне вођена су 83 судска процеса, на којима је на вишегодишње затворске казне осуђен велики број истакнутих партијских радника, међу којима су били — Иван Милутиновић, Моша Пијаде, Огњен Прица, Едвард Кардељ, Александар Ранковић и др.
Масовним хапшењима власт Краљевине Југославије успела је да разбије партијске и скојевске организације и њихова руководства, услед чега је Централни комитет престао да делује као јединствено руководство. Од једног дела његових чланова, октобра 1929. у Бечу је формиран Загранични биро ЦК КПЈ, док су чланови Централног комитета у земљи формирали Политбиро са седиштем у Загребу, а потом у Љубљани, које је априла 1930. прешло у иностранство. Услед немогућности рада у земљи, руководство КПЈ налазило се у иностранству, најпре у Бечу, а потом у Паризу и од средине 1930. до средине 1932. имало је само повремене везе са партијским организацијама у земљи.
У овом периоду чланове Централног комитета и Политбироа, нису бирали партијски органи на Конгресима и Конференцијама, већ их је именовала Коминтерна, која је средином 1930. изменила састав Централног комитета. Потом је на основу одлуке Коминтерне формирано ново руководство под називом Централна руководећа инстанца, за чијег је председника именован Филип Филиповић, а за секретара Антун Маврак. Новембра 1931. ово руководство је опозвано и формирано Привремено руководство КПЈ, на челу са Филипом Филиповићем, али је оно јуна 1932. замењено новим Привременим руководством, на челу са Миланом Горкићем.
Рад Централног комитета Коминтерна је обновила почетком 1934, а средином исте године донела је одлуку да се формира Унутрашњи биро ЦК КПЈ са седиштем у Загребу, али је то остварено тек наредне године. Претходно су средином 1933. и почетком 1934. у Југославију послати инструктори ЦК КПЈ Миха Маринко и Благоје Паровић са задатком обнављања и повезивања партијских организација у Словенији и Србији. Децембра 1934. у Љубљани је одржана Четврта земаљска конференција КПЈ, на којој је изабран Централни комитет од 12 чланова и 9 кандидата за чланове, док су у Политбиро изабрани — Милан Горкић, Јосип Броз Тито, Благоје Паровић, Камило Хорватин и Адолф Мук.
У складу са одлуком о оживљавању политичке активности у земљи, чланови Централног комитета КПЈ су од 1935. почели да долазе у земљу, па су на Пленуму ЦК КПЈ, одржаном у Сплиту почетком јуна, присуствовала тројица чланова ЦК КПЈ Милан Горкић, Благоје Паровић и Карло Худомаљ. Средином године спроведена је одлука ЦК КПЈ о формирању Земаљског бироа ЦК КПЈ са седиштем у Загребу, за чијег је руководиоца био одређен Ђорђе Митровић. Ипак, убрзо се показала потреба за формирањем ауторитативнијег руководства у земљи, због обимности и сложености послова, као и због ограничених могућности Земаљског бироа у погледу овлашћења. Почетком 1936. дошло је нових сукоба унутар руководства КПЈ, који су се посебно тицали измена у чланству Политбироа, након искључења Благоја Паровића и хапшења Ловре Кухара и Ивана Крндеља у Прагу. Извршни комитет Коминтерне, незадовољан оваквим стањем у КПЈ, августа 1936. је донео одлуку о именовању новог руководства и потврдио ранију одлуку да се седиште ЦК КПЈ пренесе у земљу. Милан Горкић је одређен за останак у иностранству ради везе са Коминтерном, а Јосип Броз Тито упућен у земљу ради стварања услова за формирање новог руководства. Ново руководство КПЈ именовано је у новембру и у њега су поред генералног секретара Милана Горкића и Јосипа Броза, именовани Родољуб Чолаковић, Сретен Жујовић и Франц Лескошек.

## Галерија
- Кућа у Дубрави, код Загреба у којој је одржана Пета земаљска конференција КПЈ
- Спомен-плоча на згради у Загребу, у којој је одржана седница ЦК КПЈ и ЦК КПХ 10. априла 1941.
- Спомен-плоча у Молеровој улици на Врачару, у којој је одржана седница Политбироа ЦК КПЈ 22. јуна 1941. поводом напада Трећег рајха на СССР
- Вила Владислава Рибникара на Дедињу, у којој су одржаване седнице Политбироа ЦК КПЈ, у периоду од маја до септембра 1941.
- Спомен-плоча на вили Рибникара, посвећена седници Политбироа од 4. јула 1941.
- Зграда Историјског музеја Србије на Тргу Николе Пашића бр 11 (некада Трг Маркса и Енгелса) у којој се средиште ЦК СКЈ, налазило до пресељења у зграду на Новом Београду 1964.
- Зграда Пословног центра „Ушће“ на Новом Београду у којој се од 1964. до 1990. налазило средиште ЦК СКЈ